# Eddy Wata
Eddy Wata (nacido en 1976) es un artista nigeriano de género musical Eurodance. Nació de una madre nigeriana y padre jamaicano,  comenzó a tocar con un teclado que funciona con batería a una edad muy joven. A la edad de 18 años, vivió en Jamaica durante cuatro años, donde conoció a los artistas que contribuyeron a su amor por el reggae.

## Carrera
A su regreso a Nigeria, formó una banda, y después de muchas apariciones en la televisión, hizo un viaje a Europa en el año 2001. En los Países Bajos, conoció al gerente Lino Longoni y en 2003, después de haber sido puesto bajo contrato por parte del productor italiano Diego Milesi, se convirtió en una artista reconocido dentro de la escena de la música dance europea.
También colaboró con Gabry Ponte, para la pista "A Silvia" en donde Wata presto su voz al estilo reggae inglés.
Sus sencillos incluyen el hit 2003 "Jam", seguido de "In Your Mind" y "La Bomba". Pero fue con el éxito internacional de 2008 "I Love My People" que llegó al top de las listas de música Dance en muchos países, siguió con "The Light" y en 2009 "My Dream" y "I Like the Way" en 2010 y "Señorita" en 2011.
Aún sigue siendo muy popular en Nigeria y muchos países africanos, en Italia, Francia, España, Bélgica, Países Bajos, Escandinavia y los países de Europa del Este, en algunos países de Latinoamérica, el Medio Oriente hasta el Lejano Oriente.

## Discografía

### Singles
- 2003: Bring Me to Life (Mixtery feat. Eddy Wata) (cover de la canción de Evanescence)
- 2003: Jam - Alcanzó el puesto # 16 en el "French Top 40"[3]
- 2004: A Silvia (con Gabry Ponte) incluido en el álbum de Gabry Ponte, Dr. Jekyll and Mr. DJ
- 2004: In Your Mind - Alcanzó el puesto #34 en el "French Top 40"[3]
- 2005: La Bomba - Alcanzó el puesto #10 el Top 100 de Finlandia,[4] DIN # 19,[5] FRA # 59[3]
- 2006: What a Boy
- 2008: I Love My People - Alcanzó el puesto #1 en el Top 100 de Rumanía[6]
- 2008: The Light
- 2009: My Dream
- 2010: I Like the Way
- 2011: I Wanna Dance
- 2011: Señorita
- 2012: Superstar[7]
- 2013: I Feel So Good
- 2013: My Season
- 2014: I Wa le Wa
- 2015: Shake Your Bom Bom
- 2016: All I Want Is You (Estela Martin & Eddy Wata)
- 2016: Wassup (Spankox & Eddy Wata)
- 2017: Africa
- 2018: Summer of Love (Eddy Wata × Spankox)
- 2019: Party with Me (Can Demir & Eddy Wata)
- 2019: Rising Sun (Tune/Lib & Eddy Wata)
- 2019: For Love